# نوال سعداوی
نوال سعداوی (به عربی: نوال السعداوي)؛ زاده ۲۷ اکتبر ۱۹۳۱ در کفر طحله – درگذشته ۲۱ مارس ۲۰۲۱ در قاهره) نویسنده، کنشگر اجتماعی، فمینیست، روان‌پزشک، و پزشک مصری بود. به گمان برخی، سعداوی بزرگ‌ترین نماینده زنان رمان‌نویس عرب است که در رمان‌هایش بیش از همه به زندگی خود پرداخته‌است.

## آغاز زندگی
نوال سعداوی در روستای کوچک کفر طحله در نزدیکی قاهره چشم به جهان گشود. او فرزند دوم یک خانوادهٔ نُه نفری بود. پدرش کارمند وزارت آموزش و پرورش بود و به خاطر نقشی که در انقلاب ۱۹۱۹ مصر علیه اشغال مصر و سودان از سوی بریتانیا ایفا کرده بود به یک شهر کوچک در دلتای نیل تبعید شد و به مدت ده سال از ارتقای شغلی او جلوگیری کردند. پدر نوال فردی نسبتاً پیشرو بود که حس عزت نفس را در نوال تقویت کرد و او را تشویق کرد که زبان عربی بیاموزد. مادر نوال از خانواده‌ای ثروتمند از امپراتوری عثمانی بود.
یکی از تجربیات تلخ نوال سعداوی در دوران کودکی ختنه شدن در سن ۶ سالگی بود. او در در کتاب چهره پنهان حوا تعریف می‌کند که این تجربه دردناک را در کف حمام داشته درحالیکه مادرش در کنارش بوده‌است. برای همین، او در طول زندگی خود همواره علیه ختنه زنان تلاش می‌کرد و آنرا ابزاری برای ستم به زنان می‌دانست. او در دوران کودکی دریافت که دختران نسبت به پسران کم ارزش‌تر هستند.
خانواده نوال سعداوی در سن ۱۰ سالگی تلاش کردند او را وادار به ازدواج کنند. اما او از این کار خودداری کرد و مادرش نیز از تصمیم او پشتیبانی کرد.
مادر و پدر نوال سعداوی او را به تحصیل تشویق کردند. مرگ پدر و مادرش در دوران جوانی باعث شد که بار مشکلات یک خانوادهٔ بزرگ بر دوش او بیفتد.

## تحصیل
سعداوی در سال ۱۹۵۵ کارشناسی پزشکی و جراحی را از دانشگاه قاهره و کارشناسی ارشد پزشکی را در سال ۱۹۶۵ از دانشگاه کلمبیای نیویورک گرفت و در دانشگاه عین شمس قاهره به بررسی علمی – موضوعی دربارهٔ روان‌شناسی پرداخت. او علاوه بر زبان عربی با دو زبان انگلیسی و فرانسوی نیز آشنا بود.
نوال سعداوی هنگامیکه در زادگاه خود کفر طحله به کار پزشکی مشغول بود شاهد موارد زیادی از خشونت خانگی بود. در یک مورد که به دفاع از یک زن قربانی خشونت پرداخت از سوی دولت به قاهره فراخوانده شد.

## پزشکی
نوال سعداوی در سال ۱۹۵۹ به جایگاه مدیر بهداشت عمومی دولت مصر رسید. اما در سال ۱۹۷۲ پس از انتشار کتاب زن و جنس که علیه ختنه زنان و ستم جنسی علیه زنان بود از این جایگاه برکنار شد.
نوال سعداوی از پایه‌گذاران مجله سلامت بود. دولت مصر این مجله را چند سال بعد تعطیل کرد.

## نویسندگی
نوال سعداوی نخستین رمان خود را در ۱۳ سالگی نوشت. نخستین کتاب او من عشق را آموختم گزیده‌ای از چند داستان کوتاه است. آشنایی خوانندگان عرب با نوال سعداوی، با نخستین رمان او بنامِ مذکرات طبیبه (خاطرات یک زن پزشک) بود. وی پس از آن به نگارش رمان‌های دیگری از جمله امرآهٔ عندنقطهٔ الصفر (زنی در نقطه صفر)، امرأتان فی امرأه (دو زن در یک زن)، الغائب (غایب)، الحب فی زمن النفط (عشق در زمان نفت) و چند داستان کوتاه دیگر پرداخت. نوشته‌های نوال سعداوی به بیش از ۳۰ زبان برگردان شده‌اند.
نوال سعداوی در بیان عقاید خود کاملاً بی‌پرده صحبت می‌کرد. این جسارت او به قیمت انتقادهای بسیار، تهدید به مرگ، و زندان تمام شد.
به گمان برخی، سعداوی بزرگ‌ترین نماینده زنان رمان‌نویس عرب است که در رمان‌هایش بیش از همه به زندگی خود پرداخته‌است. نوال سعداوی معتقد بود پیش از آنکه یک فمینیست باشد یک «نویسنده» و «داستان‌نویس» است.

## کنشگری زنان
تلاش خستگی‌ناپذیر سعداوی در بهبود حقوق سیاسی و جنسی زنان الهام بخش نسل‌های پس از او بود. کتاب زن و جنس او الهام‌بخش موج دوم فمینیسم در جهان بود.
در حاشیه ماندن زنان، برای سعداوی، همیشه پرسش‌برانگیز بوده‌است. او، نبود دموکراسی و آزادی را در مصر، عامل عقب ماندگی و ناآگاهی هموطنانش می‌دانست.
نوال سعداوی از یک سو مخالف حجاب و از سوی دیگر مخالف آرایش و لباس‌های باز زنان بود که این موضع‌گیری دوم باعث ناراحتی فمینیست‌ها می‌شد.

## سیاست
نوال سعداوی در سپتامبر ۱۹۸۱ در اعتراض به برخورد دولت انور سادات با مخالفان سیاسی دستگیر و به مدت سه ماه زندانی شد. او در زندان خاطرات خود را با استفاده از مداد ابرو که یک کارگر جنسی زندانی به‌طور پنهانی به او داده بود روی کاغذ توالت نوشت. نوال سعداوی پس از ترور انور سادات از زندان آزاد شد. اما همچنان کتاب‌هایش سانسور می‌شدند یا از چاپ آنها جلوگیری می‌شد.
نوال سعداوی پس از آزادی از زندان چند بار از سوی اسلام‌گرایان تهدید به مرگ شد و به خاطر گفته‌های خود به دادگاه رفت. برای همین در سال ۱۹۸۸ به ایالات متحده آمریکا مهاجرت کرد. او در آمریکا به حملات خود علیه دین، استعمار، و دورویی جهان غرب ادامه داد. نوال سعداوی در سال ۱۹۹۶ به مصر بازگشت. او در انتخابات ۲۰۰۵ به عنوان کاندیدای ریاست جمهوری ثبت نام کرد و برای انقلاب ۲۰۱۱ مصر علیه حسنی مبارک در میدان تحریر قاهره حاضر شد.

## افتخارات
نوال سعداوی مدارک افتخاری بی‌شماری از دانشگاه‌های گوناگون جهان دریافت کرد. در سال ۲۰۲۰ مجله تایم نوال سعداوی را به عنوان یکی از ۱۰۰ زن سال معرفی کرد و روی جلد مجله را به او اختصاص داد.
اما او همیشه از اینکه در خود مصر از او تقدیر نشده شاکی بود.

## درگذشت
نوال سعداوی سال‌های پایانی زندگی خود را در قاهره، نزد دختر و پسرش گذراند.
سعداوی در ۲۱ مارس ۲۰۲۱ پس از گذراندن دوره‌ای بیماری درگذشت.

## ایران
نوال سعداوی در ایران نیز با کتاب چهره عریان زن عرب شناخته می‌شود.

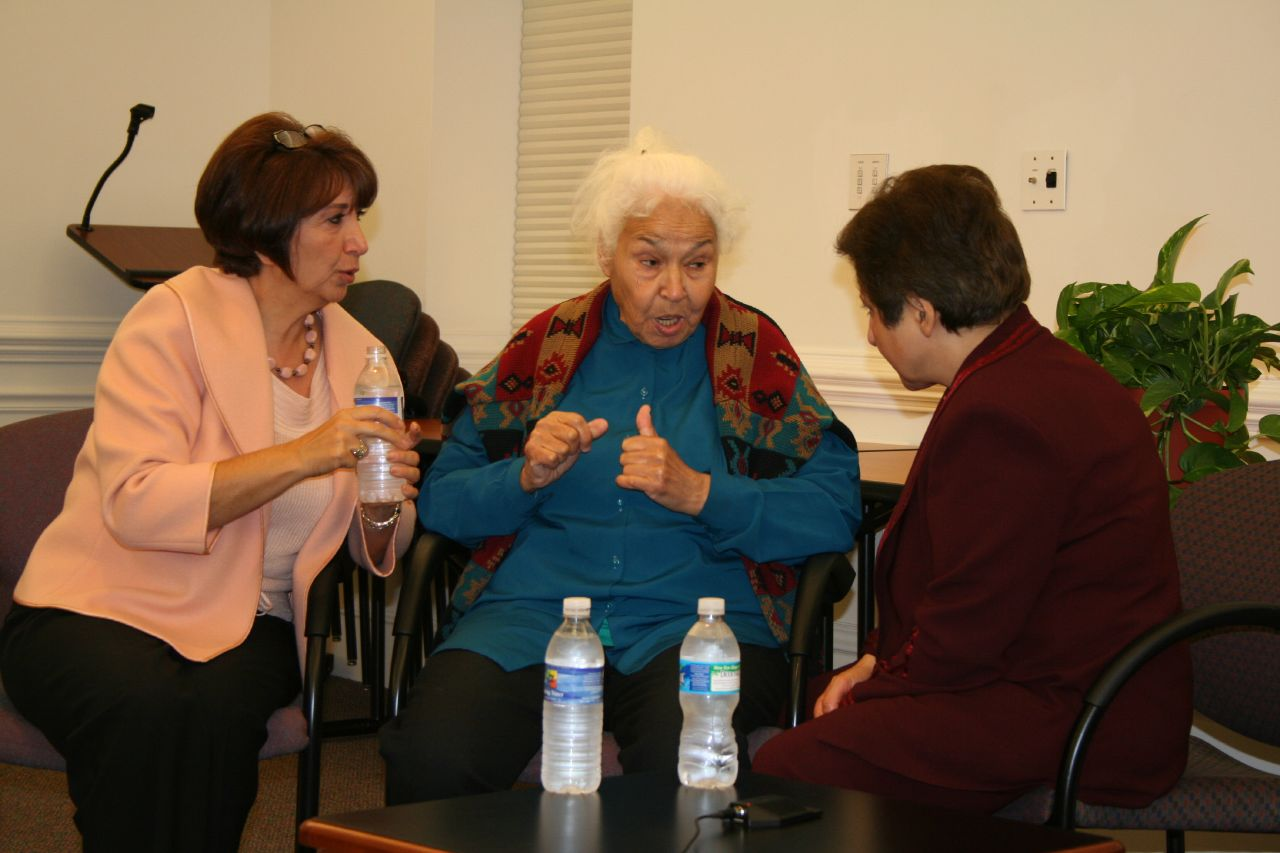
شیرین عبادی (راست) در حال گفتگو با سعداوی، فروردین ۱۳۸۷

## کتاب‌ها
- خاطرات یک زن پزشک (۱۹۸۰–۱۹۶۰)
- زن و جنسیت، دربارهٔ ختنه زنان و ستم جنسی علیه زنان (۱۹۷۲)
- مرگ تنها مرد جهان (۱۹۷۴)
- اساس مؤنث است (۱۹۷۴)
- مرد و جنسیت (۱۹۷۶)
- زنی در نقطه صفر، بر پایه زندگی واقعی زنی در انتظار اعدام (۱۹۷۵)
- چهره پنهان حوا: زنان در جهان عرب، دربارهٔ قتل‌های ناموسی (۱۹۷۷)
- مسئله زن مصری سیاسی و جنسی (۱۹۷۷)
- زن جایی در بهشت ندارد (۱۹۷۹)
- سقوط امام (۱۹۸۷)
- دو زن در یک زن
- غایب
- عشق در زمان نفت
- چالش روانی زن
- چهره عریان زن عرب
- زن، دین و اخلاق
- نزاعی نو در مسئله زن

### ترجمه شده به فارسی
- چهره عریان زن عرب، نوال سعداوی، مترجمان: مجید فروتن، رحیم مرادی، (۱۳۵۹)
- زن، دین و اخلاق، در ایران با نام نیمه دیگر؛ نابرابری حقوقی زن در بوته نقد، مترجم: مهدی سرحدی، نشر ناقد، چاپ اول (۱۳۸۲)
- تحلیل داستانهای کوتاه نوال سعداوی همراه با ترجمهٔ داستانها ،(ترجمه و بررسی انتقادی:عایشه زارعی،انتشارات مدید، چاپ اول (۱۳۹۷)

 حاکم به امر الله نوال سعداوی،
مترجم : علی محسن زاده، نشر نامه مهر
خاطرات یک زن پزشک نوال سعداوی، مترجمان: آزاده پورصدامی، ناهید پورصدامی، نشر هشت